# Horst Hamann (Fußballspieler)
Horst-Dieter Hamann (* 18. Mai 1955; † 31. Mai 2018) war ein deutscher Fußballspieler.

## Laufbahn
Der als Stürmer eingesetzte Hamann wurde 1980 mit dem VfR Neumünster Meister der Verbandsliga Schleswig-Holstein, in der anschließenden Aufstiegsrunde zur Oberliga wurde der Sprung in die höhere Spielklasse knapp verfehlt, obwohl Hamann im entscheidenden Spiel gegen den Lüneburger SK zwei Tore schoss.
In der Saison 1980/81 bestritt er für Holstein Kiel 15 Partien in der 2. Bundesliga, in denen Hamann zwei Tore gelangen. Er sorgte während der Saison beim 2:1-Sieg über Hertha BSC für Aufsehen, als er ein Tor erzielte, bei dem ihm vorgeworfen wurde, regelwidrig seine Hand eingesetzt zu haben. Zur Spielrunde 1981/82 wechselte er für 12 500 D-Mark Ablöse zu den Amateuren des Hamburger SV in die Verbandsliga Hamburg. Beim HSV war er lange verletzt. Im Vorfeld der Saison 1982/83 schloss sich Hamann dem Oberligisten FC St. Pauli an, der für den Spieler an den HSV eine Ablösesumme von 6000 D-Mark zahlte. Beruflich war Hamann lange auf der Hannover-Messe tätig.